# Ilie Zacata
Ilie Zacata (n. 1872, Voivozi – d. 1940, Voivozi) a fost un delegat în Marea Adunare Națională de la Alba Iulia, organismul legislativ reprezentativ al „tuturor românilor din Transilvania, Banat și Țara Ungurească”, cel care a adoptat hotărârea privind Unirea Transilvaniei cu România, la 1 decembrie 1918.

## Biografie
Ilie Zacata, s-a născut în comuna Voivozi din jud.Bihor în 1873. A decedat în 1940.

## Activitatea politică
Ca delegat al cercului electoral Săcuieni, Ilie Zacata a luat parte la Marea Adunarea Națională din 1 decembrie 1918.